# Jos Vervest
Jozef „Jos“ Vervest (* 29. März 1925 in Ekeren, Belgien; † 27. September 1999 in Gent) war ein belgischer Karambolagespieler in den klassischen Disziplinen Freie Partie und Cadre. Hauptberuflich betrieb er ein Billard-Café mit angeschlossener Billardakademie.

## Biografie
Jos Vervest wurde in Ekeren, heute ein Stadtteil von Antwerpen, geboren, seine Mutter Anna Maria Catharina Vervest war zum Zeitpunkt seiner Geburt  unverheiratet, ehelichte 1931 Jake Jan Lambrechts, Besitzer einer Bäckerei und des Cafés „Perlak“ in der Blisters Straat. Schon als kleiner Junge verkaufte Jos Brot mit seinem Dreirad auf dem Markt von Ekeren und dem Bezirk Luchtbal.
Im September 1934 gründete sich der Billardverein „BC Perlak“ in der Café-Bäckerei seiner Mutter und seines Stiefvaters und Jos wurde sofort von dem Virus des Billards befallen. In jedem freien Moment übte Vervest am Billardtisch im Café seiner Eltern. Er schien mehr Talent im Billard als im Brotgeschäft zu haben. Übung macht den Meister und die ersten Erfolge kamen 1940, als Jos die Juniorenmeisterschaft von Antwerpen gewann. 1944 wurde er belgischer Meister in der Freien Partie.
Nach dem Zweiten Weltkrieg arbeitete Jos im „Billard-Palast“ am Königin-Astrid-Platz in Antwerpen, wo der junge Vervest Billard lehrte, darunter Ludo Dielis aus Deurne, heute ebenfalls ein Teil von Antwerpen.
1954 gewann Vervest in Lissabon seinen ersten Europameistertitel in der Freien Partie, in Ekeren wurde er dadurch zum Helden und die Stadt unter der Führung von Bürgermeister Aertssens organisierte eine Feier für ihn, im Beisein seiner Verlobten und seines Stiefvaters. Nach seiner Hochzeit 1954 lebte Jos in der Ferdinand-Pauwelsstraat.
Vervest war 15 Mal belgischer Meister, vierfacher Europameister und zweifacher Weltmeister. Nach seiner aktiven Karriere widmete Vervest sein Leben der Ausbildung talentierter junger Spieler. Mehr als 25 Jahre lang leitete er das Billardcafé „Brasserie Metropole“ im Hotel Metropole in Gent, wo er am 27. September 1999 auch verstarb.

## Ehrungen
- Im Jahr 1964 wurde ihm die Goldmedaille für sportliche Verdienste verliehen.[1]
- In der 2006 von der belgischen Post herausgegebenen Sonderserie „Belgian International Sport Champions - Billiards“ widmete ihm diese eine Ehrenmarke im Nennwert von 0,52 €.[5]

## Trivia
Bei der Cadre-47/2-Europameisterschaft 1958 kam es zu zwei erinnerungswürdigen Momenten. Zum einen stellte der älteste Teilnehmer Piet van de Pol mit einer 400er-Serie einen neuen Weltrekord auf, zum anderen kam es im Finalspiel zwischen dem Brüsseler Emile Wafflard und dem Antwerpener Vervest zu einer schiedsrichterlichen Fehlentscheidung zu Gunsten Wafflards, die Vervest den Titel kostete. Es wurde spekuliert, dass der an der Spitze der damals noch französischsprachigen Führung des Koninklijke Belgische Biljartbond (KBBB) stehenden Schiedsrichter nicht ganz unparteiisch war.

## Erfolge

### International
- Freie-Partie-Weltmeisterschaft:  1964
- Cadre-47/2-Weltmeisterschaft:  1962, 1964
- Cadre-71/2-Weltmeisterschaft:  1962  1959
- Freie-Partie-Europameisterschaft:  1954, 1955, 1957, 1959  1961  1966
- Cadre-47/1-Europameisterschaft:  1960
- Cadre-47/2-Europameisterschaft:  1958, 1959
- Cadre-71/2-Europameisterschaft:  1959  1952, 1958, 1962
- Fünfkampf-Europameisterschaft:  1954

- Fünfkampf-Europameisterschaften für Nationalmannschaften:  1969  1967

### National
- Belgische Freie-Partie-Meisterschaft:  1954, 1955, 1956, 1957, 1963, 1965  1960, 1966, 1970  1964, 1967
- Belgische Cadre-47/1-Meisterschaft:  1960
- Belgische Cadre-47/2-Meisterschaft:  1954, 1959, 1961, 1963, 1965, 1966  1958, 1960, 1967, 1968  1952, 1957, 1962, 1970
- Belgische Cadre-71/2-Meisterschaft:  1956, 1959,   1958, 1962   1960, 1961, 1966, 1970

Quellen: 